# Adolf de Haer
Adolf Josef Maria de Haer (født 29. oktober 1892 i Düsseldorf; død 28. december 1944 ved Osnabrück) var en tysk maler, grafiker og xylograf, der sættes i forbindelse med
"kubo-ekspressionismen"
I årene op til 1. verdenskrig besøgte Adolf de Haer kunsthåndværkerskolen i Düsseldorf (Düsseldorfer Kunstgewerbeschule(de)), og 1917 var han privatelev hos Adolf Hölzel i Stuttgart. Efter krigen var han i Düsseldorf medgrundlægger af kunstnersammenslutningen Das Junge Rheinland (de), og han engagerede sig i "Aktivistenbund 1919"(de)
I 1920'erne deltog han i udstillinger, og 1931 modtog han Dürer-prisen af byen Nürnberg.
| - Værker af Adolf de Haer - Tre piger med hund, ca. 1919 Drei Mädchen mit Hund - Tulipaner i vase, 1924 Tulpen in einer Vase - Stilleben med frugter Früchtestillleben. Med monogram ukendt dato - Udsigt med St. Lambertus-tårnet, Düsseldorf Düsseldorf, Sommerliche Stadtansicht mit dem Turm von St. Lambertus ukendt dato |